# باشگاه فوتبال لینگفیلد
باشگاه فوتبال لینگفیلد (به انگلیسی: Lingfield Football Club) یک باشگاه فوتبال در شهر لینگفید، ساری، کشور انگلستان است که در سال ۱۸۹۳ میلادی تأسیس شده است.